# Ertil (Fluss)
Der Fluss Ertil (russisch Эртиль, auch Große Ertil, Bolschaja Ertil) ist ein 92 km langer Nebenfluss des Don-Zuflusses Bitjug im europäischen Teil Russlands. Sein Einzugsgebiet beträgt 931 km².
Er fließt durch die Oblaste Tambow und Woronesch.